# (16043) Yichenzhang
(16043) Yichenzhang (1999 GP23) – planetoida z grupy pasa głównego asteroid okrążająca Słońce w ciągu 3,42 lat w średniej odległości 2,27 j.a. Odkryta 6 kwietnia 1999 roku.